# Ski acrobatique aux Jeux olympiques de 2002
Pour des articles plus généraux, voir Ski acrobatique aux Jeux olympiques et Jeux olympiques d'hiver de 2002.
Navigation
Nagano 1998 Turin 2006
Les épreuves de ski acrobatique aux Jeux olympiques de 2002 se déroulent du 9 au 19 février 2002 à Deer Valley.

Le format retenu est le même qu'à Lillehammer en 1994 et Nagano en 1998 : une épreuve de ski de bosses et une épreuve de saut acrobatique dans chaque catégorie (féminine et masculine).

## Podiums
| Épreuves          | Or            | Argent           | Bronze         |
| Bosses féminines  | Kari Traa     | Shannon Bahrke   | Tae Satoya     |
| Bosses masculines | Janne Lahtela | Travis Mayer     | Richard Gay    |
| Saut féminin      | Alisa Camplin | Veronica Brenner | Deidra Dionne  |
| Saut masculin     | Aleš Valenta  | Joe Pack         | Alexei Grishin |